# Rhabditis (Choriorhabditis) mairei
Rhabditis (Choriorhabditis) mairei is een rondwormensoort uit de familie van de Rhabditidae. De wetenschappelijke naam van de soort is voor het eerst geldig gepubliceerd in 1919 door Maupas.